# ZiS-155
ZiS-155 – autobus produkowany przez firmę ZiŁ (wówczas ZiS) w latach 1949–1957. Do napędu użyto silnika R6 o pojemności 5,6 l. Moc przenoszona była na oś tylną poprzez 5-biegową manualną skrzynię biegów. Pojazd przewozić mógł 28 pasażerów na miejscach siedzących.

## Dane techniczne

### Silnik
- R6 5,6 l (5555 cm³), 2 zawory na cylinder, benzynowy
- Układ zasilania: gaźnik
- Średnica cylindra × skok tłoka: 101,60 × 114,30 mm
- Stopień sprężania: 6,0:1
- Moc maksymalna: 95 KM przy 2800 obr./min
- Maksymalny moment obrotowy: 273 Nm

### Osiągi
- Prędkość maksymalna: 65 km/h (załadowany)
- Średnie zużycie paliwa: 41,0 l / 100 km

### Inne
- Promień skrętu: 8,5 m
- Prześwit: 270 mm
- Pojemność zbiornika paliwa: 150 l